# Bezlioudivka
Bezlioudivka (en ukrainien : Безлюдівка) ou Bezlioudovka (en russe : Безлюдовка) est une commune urbaine de l'oblast de Kharkiv, en Ukraine. Sa population s'élevait à 9 296 habitants en 2021.

## Géographie
Bezlioudivka est située sur la rivière Oudy, un affluent de la rivière Donets dans le bassin hydrographique du fleuve Don, à 13 km au sud du centre de Kharkiv. Elle fait face à la commune de Khorocheve, sur l'autre rive de la rivière Oudy.

## Histoire
On y trouve des églises orthodoxes, deux écoles, trois bibliothèques, un hôpital, une école maternelle, et trois stades. 

## Population
Recensements (*) ou estimations de la population :
| 1959* | 1970* | 1979* | 2001* |
| ----- | ----- | ----- | ----- |
| 7 440 | 7 764 | 8 776 | 9 693 |

| 2010  | 2011  | 2012  | 2013  |
| ----- | ----- | ----- | ----- |
| 9 614 | 9 642 | 9 662 | 9 698 |

| 2021  | - | - | - |
| ----- | - | - | - |
| 9 296 | - | - | - |